# وودلند هیلز (یوتا)
وودلند هیلز (به انگلیسی: Woodland Hills) شهری در ایالت یوتا کشور ایالات متحده آمریکا است که جمعیت آن در سرشماری سال ۲۰۱۰ میلادی، ۱٬۳۴۴ نفر بوده‌است.